# Lan sáp
Lan sáp (danh pháp hai phần: Polystachya concreta là một loài phong lan bản địa của châu Mỹ nhiệt đới và cận nhiệt đới và châu Á.
Tại Việt Nam, cây có mặt ở khắp cả nước.

## Đồng nghĩa
Epidendrum concretum Jacq. là danh pháp gốc. Các danh pháp đồng nghĩa khác bao gồm:
- Callista flavescens (Lindl.) Kuntze
- Cranichis luteola Sw.
- Dendrobium flavescens Lindl.
- Dendrobium polystachyum Sw.
- Dendrorkis estrellensis (Rchb.f.) Kuntze
- Dendrorkis extinctoria (Rchb.f.) Kuntze
- Dendrorkis minuta (Aubl.) Kuntze
- Dendrorkis polystachyon (Sw.) Kuntze
- Dendrorkis purpurea (Wight) Kuntze
- Dendrorkis wightii (Rchb.f.) Kuntze
- Dendrorkis zollingeri (Rchb.f.) Kuntze
- Epidendrum concretum Jacq.
- Epidendrum minutum Aubl.
- Maxillaria luteola (Sw.) Beer
- Maxillaria purpurea (Wight) Beer
- Onychium flavescens Blume
- Polystachya bicolor Rolfe
- Polystachya caquetana Schltr.
- Polystachya colombiana Schltr.
- Polystachya cubensis Schltr.
- Polystachya estrellensis Rchb.f.
- Polystachya extinctoria Rchb.f.
- Polystachya flavescens (Blume) J.J.Sm.
- Polystachya kraenzliniana Pabst
- Polystachya luteola Hook.
- Polystachya luteola Wight
- Polystachya minuta (Aubl.) Frapp. ex Cordem.
- Polystachya penangensis Ridl.
- Polystachya pleistantha Kraenzl.
- Polystachya purpurea var. lutescens Gagnep.
- Polystachya purpurea Wight
- Polystachya reichenbachiana Kraenzl.
- Polystachya siamensis Ridl.
- Polystachya singapurensis Ridl.
- Polystachya wightii Rchb.f.
- Polystachya zeylanica Lindl.
- Polystachya zollingeri Rchb.f.

## Hình ảnh

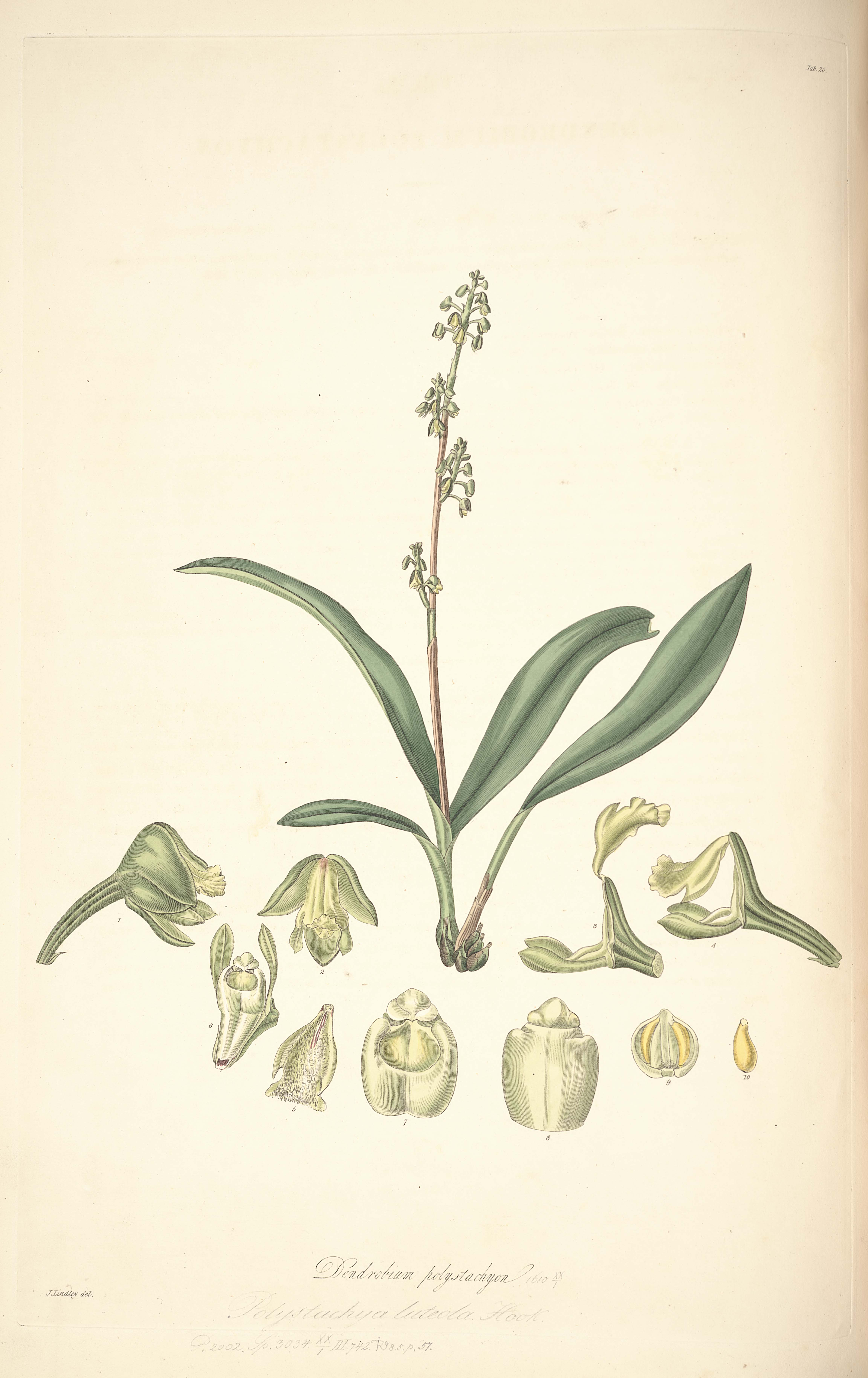
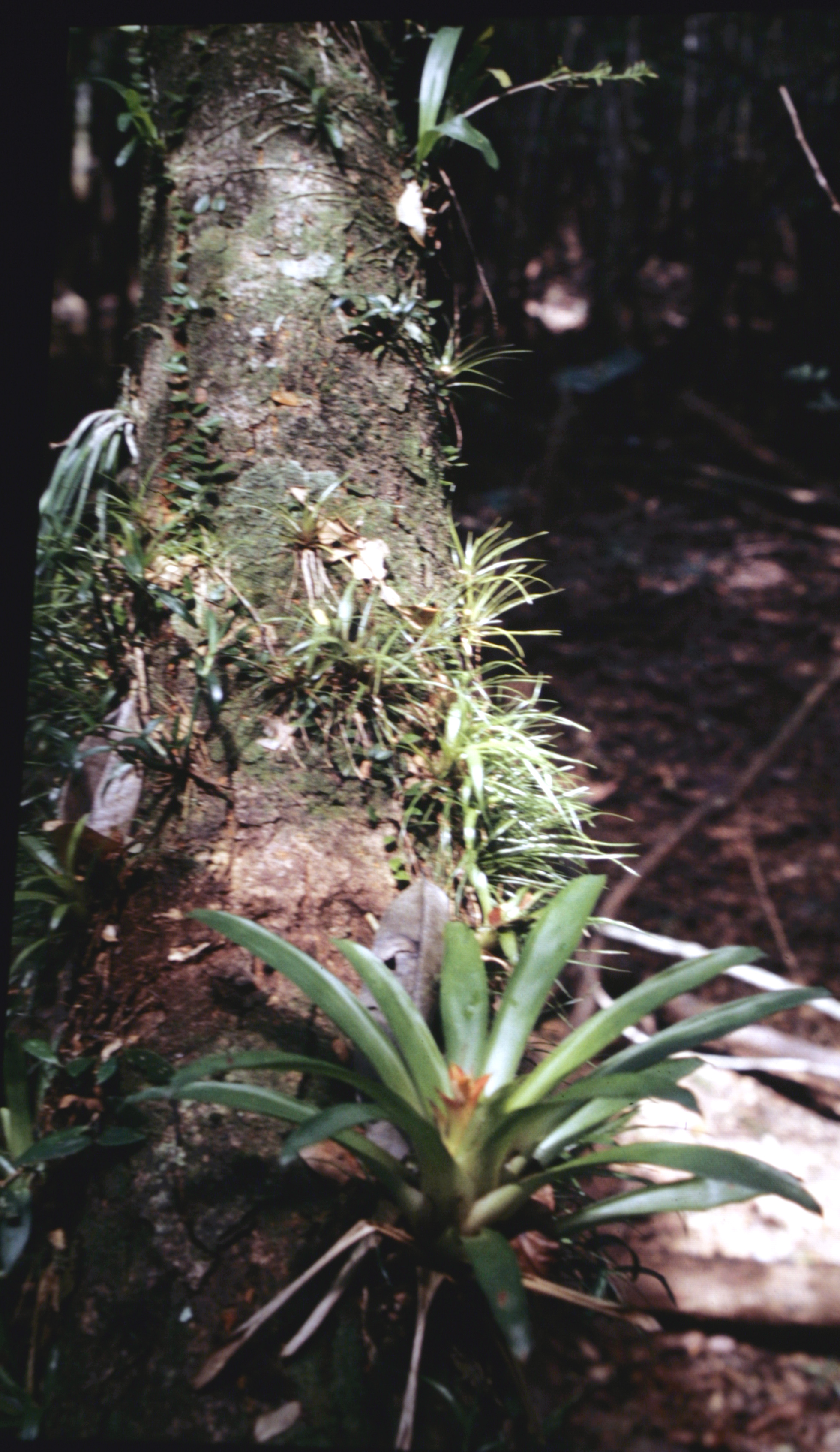
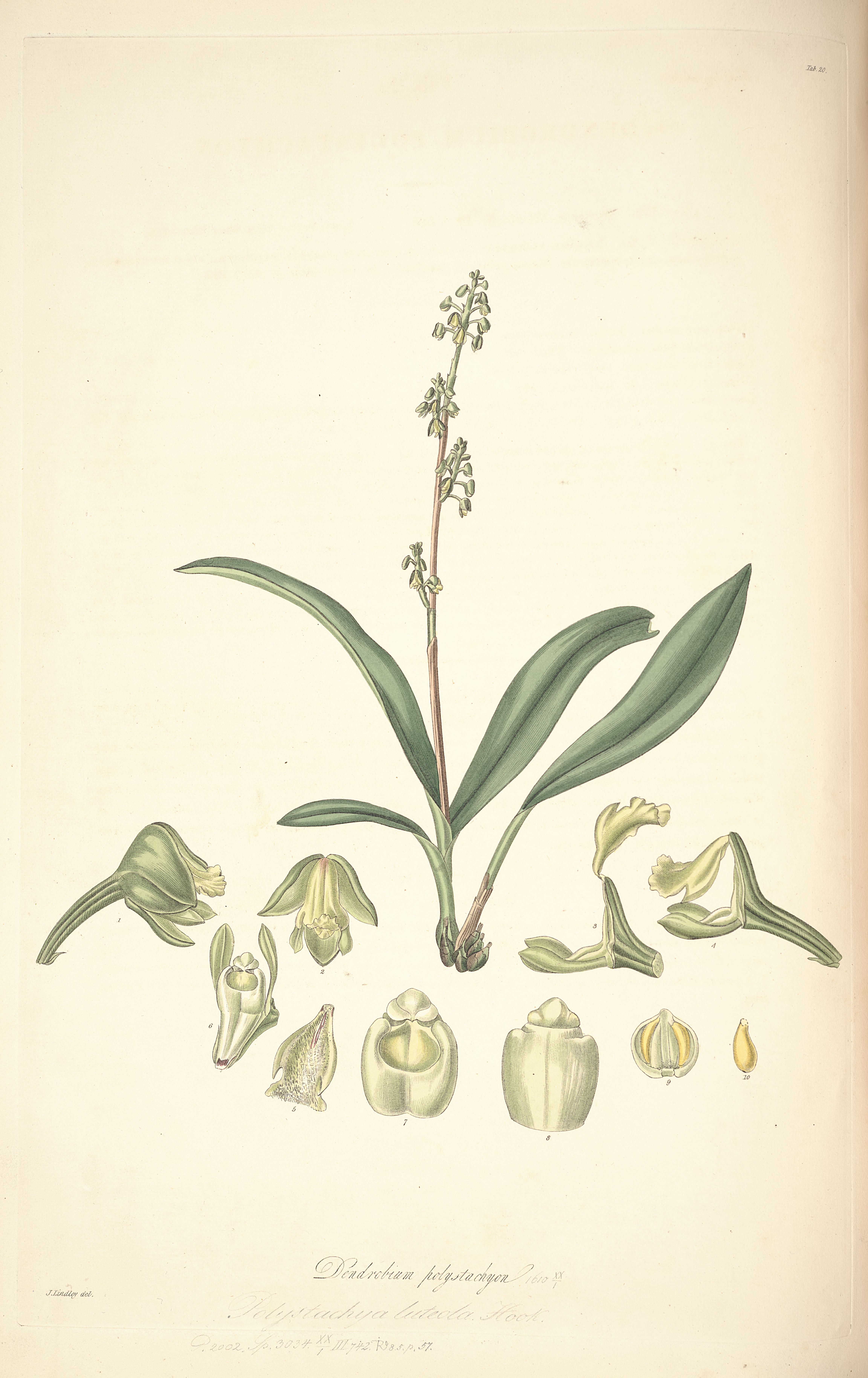
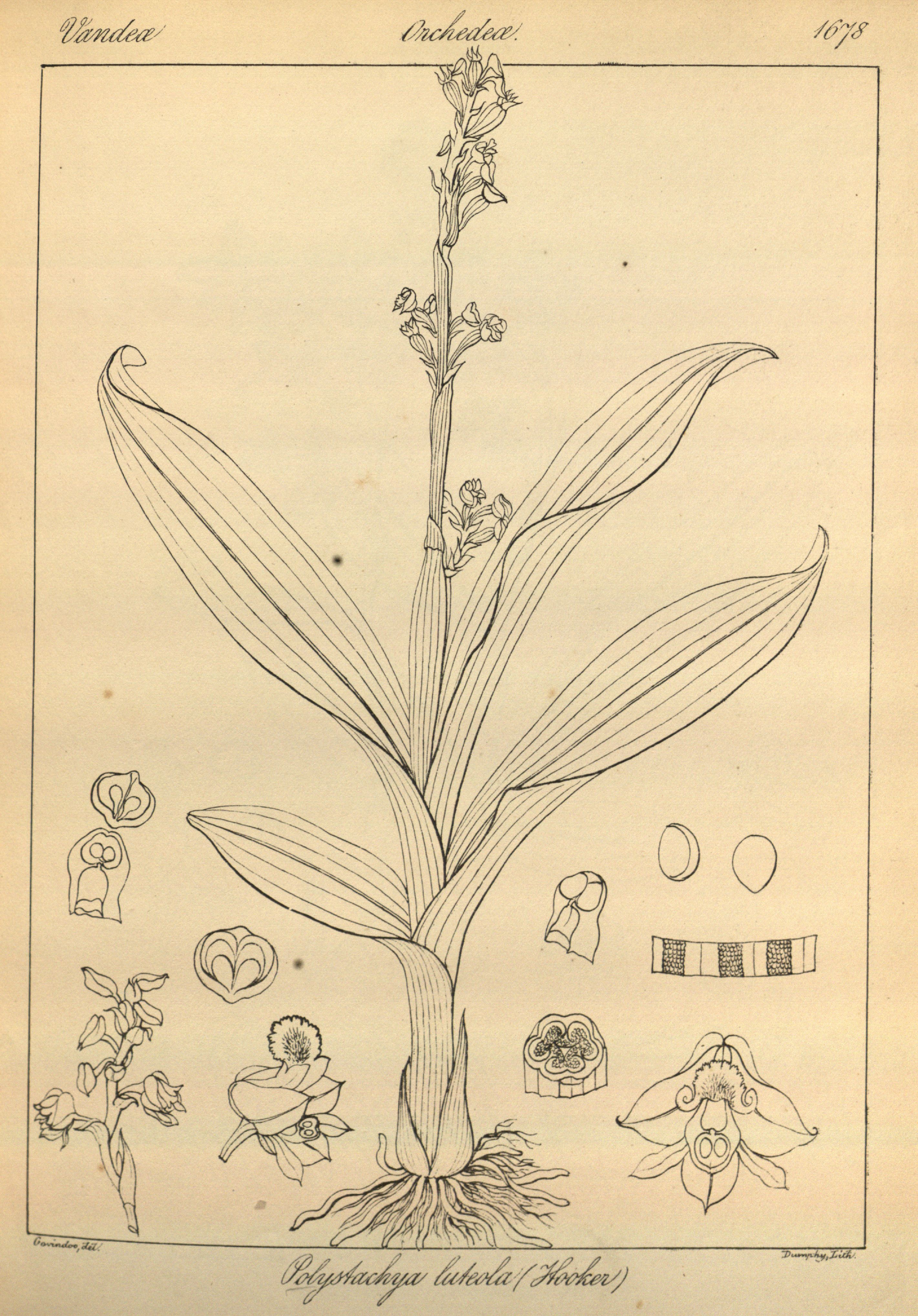